# Wettringen, Steinfurt
Wettringen là một đô thị ở huyện Steinfurt, trong Nordrhein-Westfalen, Đức.
Wettringen tọa lạc bên bờ sông Steinfurter Aa. Wettringen tọa lạc ở vùng Münsterland, khoảng 40 km về phía bắc Münster và khoảng 25 km về phía đông biên giới với Hà Lan.

## Các khu phố
Wettringen có các khu sau:
| - Wettringen - Aabauerschaft - Andorf - Bilk - Brechte - Dorfbauerschaft | - Haddorf - Klein Haddorf - Maxhafen - Rothenberge - Tie-Esch - Vollenbrok |